# Thomas Unger (Basketballspieler)
Thomas Unger (* 2. April 1960 in Karlsruhe) ist ein ehemaliger deutscher Basketballspieler.

## Werdegang
Unger wechselte 1983 zum SV 03 Tübingen. Der Aufbauspieler war Kapitän der Tübinger Mannschaft, die in der Saison 1991/92 als Meister der 2. Basketball-Bundesliga Süd in die Basketball-Bundesliga aufstieg. Unger erzielte während des Meisterschaftsspieljahres im Schnitt 5,1 Punkte je Begegnung. In der anschließenden Bundesliga-Saison 1992/93 stieg er mit Tübingen als Tabellenletzter aus der höchsten deutschen Spielklasse wieder ab. Unger spielte bis 1995 für die Tübinger.
Der als Lehrer und stellvertretender Leiter einer Berufsschule in Nagold tätige Unger brachte sich nach seiner Spielerzeit beim SV 03 Tübingen als Trainer im Jugend-, Damen- und Herrenbereich sowie als Leiter der Basketballabteilung ein und wirkte leitend an der Vorbereitung und Durchführung der Tübinger Bundesliga-Heimspiele mit. Des Weiteren wurde er im Basketballverband Baden-Württemberg Beauftragter für Schulsport und war ebenfalls auf Landesebene für den Schulwettbewerb Jugend trainiert für Olympia zuständig. Im Herbst 1999 übernahm er im Trainergespann mit Martin Schall für einen Monat übergangsweise die Leitung der Tübinger Mannschaft in der 2. Bundesliga. Im Dezember 2007 war er in zwei Spielen der Basketball-Bundesliga als Assistent des damaligen Tübinger Interimstrainers Rainer Kloss im Einsatz. Im Januar 2014 wurde Unger erneut Assistenztrainer der Bundesliga-Mannschaft, diesmal unter Cheftrainer Igor Perović.
Im Juni 2015 verunglückte Unger an der spanischen Costa Brava mit dem Fahrrad und ist seitdem auf einen Rollstuhl angewiesen.
Sein Sohn Pirmin Unger bestritt elf Bundesliga-Spiele für die Walter Tigers Tübingen.